# Привар
Прива́р — село в Україні, в Коростенському районі Житомирської області. Входить до складу Овруцької міської громади. Населення становить 50 осіб.

## Історія
У 1906 році хутір Христинівської волості Овруцького повіту Волинської губернії. Відстань від повітового міста 22 верст, від волості 16. Дворів 20, мешканців 133.
24 лютого 2022 року село було окуповане російськими військами й звільнено у березні того ж року.
19 березня 2022 року село було зруйноване внаслідок розстрілу ракетами з російського гелікоптера  в ході російського вторгнення в Україну. 

## Населення

### Мова
Розподіл населення за рідною мовою за даними перепису 2001 року:
| Мова       | Кількість | Відсоток |
| ---------- | --------- | -------- |
| українська | 48        | 96%      |
| білоруська | 1         | 2%       |
| російська  | 1         | 2%       |
| Усього     | 50        | 100%     |